# Бушель

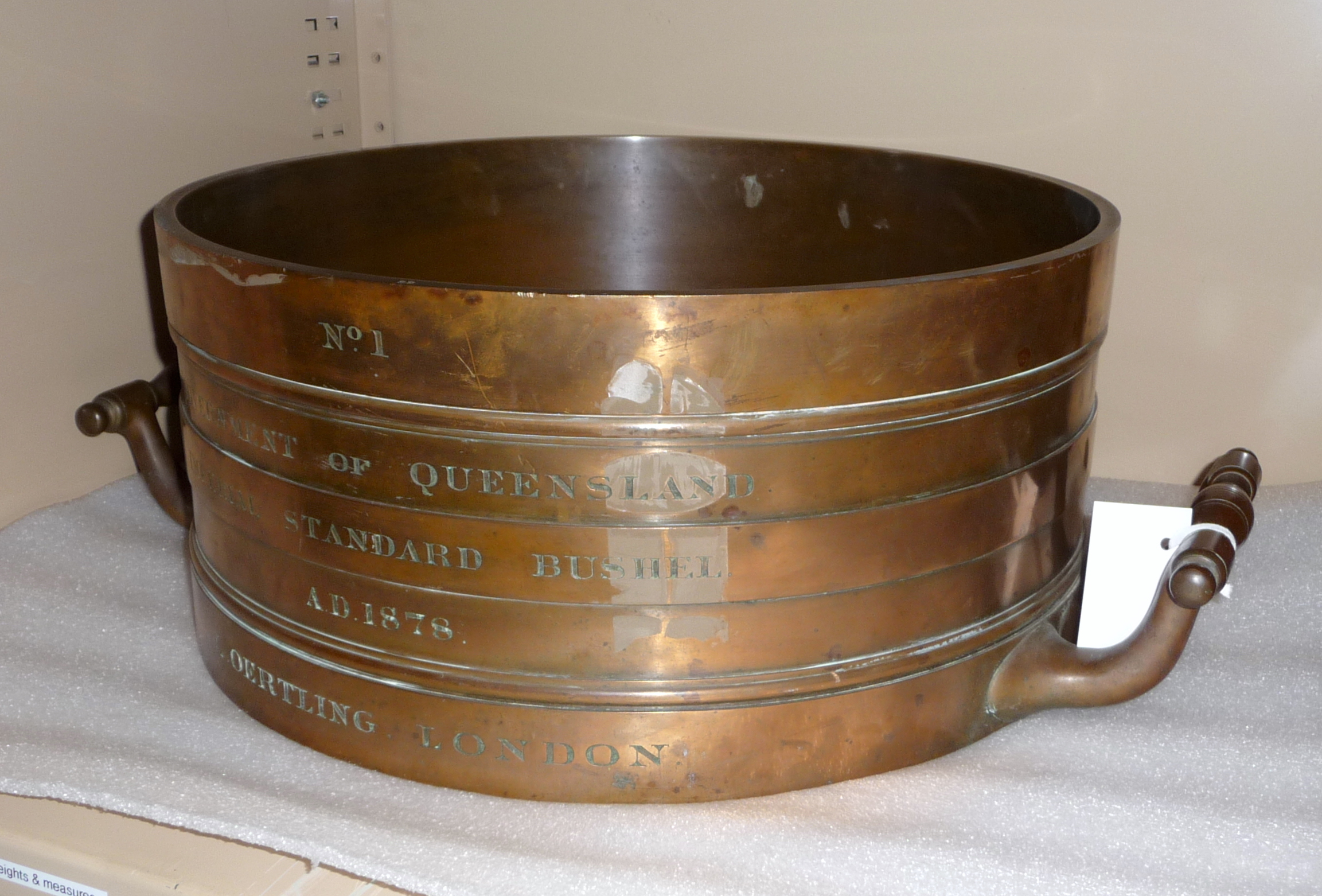
Эталон бушеля в Квинсленде

Бу́шель (англ. bushel) — единица объёма, используемая в английской системе мер. Применяется для измерения сыпучих товаров, в основном сельскохозяйственных, но не для жидкостей. Сокращённо обозначается bsh. или bu.
В британской имперской системе мер для сыпучих тел: 1 бушель = 4 пекам = 8 галлонам = 32 сухим квартам = 64 сухим пинтам = 1,032 американским бушелям = 2219,36 кубическим дюймам = 36,36872 л (дм³) = 3 вёдрам.
В американской системе мер для сыпучих тел: 1 бушель = 0,9689 английских бушеля = 35,2393 л; по другим данным: 1 бушель = 35,23907017 л = 9,309177489 американских галлонов.
Кроме того, бушелем называют тару для хранения и транспортировки яблок. В международной торговле под бушелем, как правило, понимается коробка весом 38,691 кг.
Название, по одной из версий, происходит от старо-французских «boissiel» и «buissiel», что значит «маленький ящик». По другой версии — от старо-французского «boise», что означает «старый Butt (англ.)». Butt, (бота) — средневековая мера объёма, равная двум хогсхедам.